# Kyje
Kyje – część Pragi. W 2006 zamieszkiwało ją 8 004 mieszkańców.